# Lahe (Naturschutzgebiet)
Die Lahe ist ein Naturschutzgebiet in der niedersächsischen Stadt Friesoythe und der Gemeinde Bösel im Landkreis Cloppenburg.

## Allgemeines
Das Naturschutzgebiet mit dem Kennzeichen NSG WE 288 ist rund 39 Hektar groß. Das gleichnamige, rund 34 Hektar große FFH-Gebiet ist vollständig Bestandteil des Naturschutzgebietes. Das Gebiet steht seit dem 19. April 2018 unter Naturschutz. Zuständige untere Naturschutzbehörde ist der Landkreis Cloppenburg.

## Beschreibung
Das Naturschutzgebiet liegt nördlich und östlich von Friesoythe und erstreckt sich entlang des Flusslaufs der Lahe von der Straßenbrücke der Landesstraße 835 zwischen Garrel und Bösel bis zur Mündung der Lahe in die Soeste und schließt das circa 450 Meter lange Teilstück der Soeste von der Mündung der Lahe bis zum Düker unter dem Küstenkanal ein.
Das Naturschutzgebiet stellt den überwiegend begradigten Gewässerlauf mit den Böschungen und angrenzenden Gewässerrandstreifen unter Schutz.
Die Lahe durchfließt einen landwirtschaftlich geprägten Niederungsbereich. Sie verfügt über einen überwiegend schmalen Gewässerrandstreifen mit Uferstaudenfluren und bachbegleitenden Gehölzen. Vereinzelt grenzen kleine Waldinseln an den Bachlauf. Die Lahe ist Lebensraum des Flussneunauges.
Mittelfristig ist im Bereich des Naturschutzgebietes die Wiederherstellung eines divers strömenden, dynamischen Gewässers mit unverbauten Ufern und Auwald- und Gehölzsäumen vorgesehen. Weiterhin ist die Verbesserung der Durchgängigkeit der Lahe, die durch Wehre und Sohlschwellen unterbrochen ist, vorgesehen.